# Чудовий маленький диявол
Чудовий маленький диявол (англ. The Delicious Little Devil) — американська кінокомедія режисера Роберта З. Леонарда 1919 року.

## Сюжет
Бідна гардеробниця втрачає свою роботу і вимушена найнятися на роботу — як танцівниця в придорожній закусочній. Там вона закохується в сина багатого бізнесмена. Батько хлопця, вважаючи, що їй потрібні лише гроші, вирішує викрити гардеробницю і показати його синові, яка вона насправді.

## У ролях
- Мей Мюррей — Мері МакГір
- Річард Каммінгс — дядько Барні
- Гаррі Л. Реттенберрі — Пат МакГір
- Едвард Джобсон — Майкл Калхун
- Рудольф Валентіно — Джиммі Калхун
- Берт Вудрафф — Муск
- Марта Меттокс — його дружина
- Вільям В. Монг — Ларрі МакКін
- Айвор МакФедден — Персі
- Бертрам Грессбі — герцог де Сотерн